# Dicranomyia tabashii
Dicranomyia tabashii är en tvåvingeart som först beskrevs av Alexander 1934.  Dicranomyia tabashii ingår i släktet Dicranomyia och familjen småharkrankar. Inga underarter finns listade i Catalogue of Life.